# Lijst van brutoformules C14
Dit lemma is een onderdeel van de lijst van brutoformules met veertien koolstofatomen.

## C14H4
| Brutoformule                        | Naam                   |
| ----------------------------------- | ---------------------- |
| {\displaystyle {\ce {C14H4Br10}}}   | Decabroomdifenylethaan |
| {\displaystyle {\ce {C14H4N2O2S2}}} | Dithianon              |

## C14H7
| Brutoformule                         | Naam        |
| ------------------------------------ | ----------- |
| {\displaystyle {\ce {C14H7ClF3NO5}}} | Acifluorfen |

## C14H8
| Brutoformule                          | Naam                                          |
| ------------------------------------- | --------------------------------------------- |
| {\displaystyle {\ce {C14H8Cl3F3N2O}}} | Fluopicolide                                  |
| {\displaystyle {\ce {C14H8Cl4}}}      | 1,1-bis-(chloorfenyl)-dichlooretheen          |
| {\displaystyle {\ce {C14H8Cl6}}}      | 1,1,1,2-tetrachloor-2,2-(4-chloorfenyl)ethaan |
| {\displaystyle {\ce {C14H8N2S4}}}     | Di(benzothiazool-2-yl)disulfide               |
| {\displaystyle {\ce {C14H8O2}}}       | Antrachinon                                   |
| {\displaystyle {\ce {C14H8O4}}}       | Alizarine 1,2-dihydroxyantrachinon            |
| {\displaystyle {\ce {C14H8O5}}}       | Purpurine                                     |

## C14H9
| Brutoformule                          | Naam                                          |
| ------------------------------------- | --------------------------------------------- |
| {\displaystyle {\ce {C14H9ClF3NO2}}}  | Efavirenz                                     |
| {\displaystyle {\ce {C14H9ClF2N2O2}}} | Diflubenzuron                                 |
| {\displaystyle {\ce {C14H9Cl2NO5}}}   | Bifenox                                       |
| {\displaystyle {\ce {C14H9Cl3N2OS}}}  | Triclabendazool                               |
| {\displaystyle {\ce {C14H9Cl5}}}      | Dichloordifenyltrichloorethaan ~ Ook wel: DDT |
| {\displaystyle {\ce {C14H9Cl5O}}}     | dicofol                                       |

## C14H10
| Brutoformule                        | Naam                                                                      |
| ----------------------------------- | ------------------------------------------------------------------------- |
| {\displaystyle {\ce {C14H10}}}      | Antraceen ~ als Aceen (Triaceen)                                          |
| {\displaystyle {\ce {C14H10}}}      | Difenylacetyleen                                                          |
| {\displaystyle {\ce {C14H10}}}      | Fenantreen                                                                |
| {\displaystyle {\ce {C14H10BrN3O}}} | Bromazepam                                                                |
| {\displaystyle {\ce {C14H10CaO4}}}  | Calciumbenzoaat {\displaystyle {\ce {Ca(C6H5COO)2}}}                      |
| {\displaystyle {\ce {C14H10Cl2O2}}} | Bisfenol C2 1,1-Dichloor-2,2-bis(4-hydroxyfenyl)-etheen                   |
| {\displaystyle {\ce {C14H10Cl4}}}   | 4,4'-Dichloordifenyl-dichloorethaan                                       |
| {\displaystyle {\ce {C14H10Cl4}}}   | Mitotane ~ Ook wel: 1,1-dichloor-2(2-chloorfenyl)-2-(4-chloorfenyl)ethaan |
| {\displaystyle {\ce {C14H10Fe2O4}}} | Cyclopentadiënylijzer dicarbonyl dimeer                                   |
| {\displaystyle {\ce {C14H10N4O2}}}  | Niementowski-kleurstof                                                    |
| {\displaystyle {\ce {C14H10N2O2}}}  | Aramide                                                                   |
| {\displaystyle {\ce {C14H10N2O2}}}  | meta-Aramide ~ als Aramide                                                |
| {\displaystyle {\ce {C14H10N2O2}}}  | para-Aramide ~ als Aramide                                                |
| {\displaystyle {\ce {C14H10O2}}}    | Benzil                                                                    |
| {\displaystyle {\ce {C14H10O2}}}    | 9,10-dihydroxyantraceen                                                   |
| {\displaystyle {\ce {C14H10O3}}}    | Ditranol                                                                  |
| {\displaystyle {\ce {C14H10O4}}}    | Benzoylperoxide                                                           |
| {\displaystyle {\ce {C14H10O4}}}    | Difenyloxalaat                                                            |
| {\displaystyle {\ce {C14H10MgO4}}}  | Magnesiumbenzoaat                                                         |
| {\displaystyle {\ce {C14H10O5}}}    | Alternariol                                                               |

## C14H11
| Brutoformule                         | Naam          |
| ------------------------------------ | ------------- |
| {\displaystyle {\ce {C14H11Cl2NO2}}} | Diclofenac    |
| {\displaystyle {\ce {C14H11N}}}      | Dibenzazepine |

## C14H12
| Brutoformule                       | Naam                                 |
| ---------------------------------- | ------------------------------------ |
| {\displaystyle {\ce {C14H12}}}     | Stilbeen                             |
| {\displaystyle {\ce {C14H12Cl2O}}} | Chloorfenethol                       |
| {\displaystyle {\ce {C14H12O2}}}   | Benzoïne                             |
| {\displaystyle {\ce {C14H12O2}}}   | Benzylbenzoaat                       |
| {\displaystyle {\ce {C14H12O3}}}   | Benzylsalicylaat                     |
| {\displaystyle {\ce {C14H12O3}}}   | Desmethoxyyangonine ~ als Kavalacton |
| {\displaystyle {\ce {C14H12O3}}}   | Resveratrol                          |
| {\displaystyle {\ce {C14H12O3}}}   | Benzofenon-3                         |
| {\displaystyle {\ce {C14H12O4}}}   | Dioxybenzon ~ als Kavalacton         |

## C14H13
| Brutoformule                          | Naam             |
| ------------------------------------- | ---------------- |
| {\displaystyle {\ce {C14H13N}}}       | N-Ethylcarbazool |
| {\displaystyle {\ce {C14H13NO7S}}}    | Mesotrione       |
| {\displaystyle {\ce {C14H13N3O4S2}}}  | Meloxicam        |
| {\displaystyle {\ce {C14H13F3N6O5S}}} | Pyroxsulam       |

## C14H14
| Brutoformule                          | Naam                                     |
| ------------------------------------- | ---------------------------------------- |
| {\displaystyle {\ce {C14H14}}}        | 14-Annuleen                              |
| {\displaystyle {\ce {C14H14}}}        | 1,2-Difenylethaan                        |
| {\displaystyle {\ce {C14H14ClNS}}}    | Ticlopidine                              |
| {\displaystyle {\ce {C14H14Cl2N2O}}}  | Imazalil                                 |
| {\displaystyle {\ce {C14H14NO4PS}}}   | EPN                                      |
| {\displaystyle {\ce {C14H14N3NaO3S}}} | Methyloranje                             |
| {\displaystyle {\ce {C14H14O2P2S4}}}  | Lawesson-reagens                         |
| {\displaystyle {\ce {C14H14O2}}}      | Bisfenol E 1,1-Bis(4-hydroxyfenyl)ethaan |
| {\displaystyle {\ce {C14H14O3}}}      | Kavaine ~ als Kavalacton                 |
| {\displaystyle {\ce {C14H14O3}}}      | Naproxen                                 |
| {\displaystyle {\ce {C14H14O3}}}      | Pindon                                   |
| {\displaystyle {\ce {C14H14O4}}}      | Diallylftalaat                           |
| {\displaystyle {\ce {C14H14O4}}}      | 5-hydroxykavaine ~ als Kavalacton        |

## C14H15
| Brutoformule                       | Naam       |
| ---------------------------------- | ---------- |
| {\displaystyle {\ce {C14H15N3}}}   | Cyprodinil |
| {\displaystyle {\ce {C14H15N3}}}   | Methylgeel |
| {\displaystyle {\ce {C14H15N3O5}}} | Entacapone |

## C14H16
| Brutoformule                          | Naam                                |
| ------------------------------------- | ----------------------------------- |
| {\displaystyle {\ce {C14H16BrNO2}}}   | Brofaromine                         |
| {\displaystyle {\ce {C14H16ClN5O5S}}} | Triasulfuron                        |
| {\displaystyle {\ce {C14H16ClO5PS}}}  | Cumafos                             |
| {\displaystyle {\ce {C14H16N2}}}      | Hydrazotolueen                      |
| {\displaystyle {\ce {C14H16N2}}}      | o-Tolidine                          |
| {\displaystyle {\ce {C14H16N2O2}}}    | Etomidaat                           |
| {\displaystyle {\ce {C14H16O3}}}      | 7,8-dihydrokavaine ~ als Kavalacton |

## C14H17
| Brutoformule                         | Naam        |
| ------------------------------------ | ----------- |
| {\displaystyle {\ce {C14H17Cl2NO2}}} | Fenhexamid  |
| {\displaystyle {\ce {C14H17IN2O2}}}  | Proquinazid |
| {\displaystyle {\ce {C14H17N3O3}}}   | Imazapic    |

## C14H18
| Brutoformule                       | Naam                                                                   |
| ---------------------------------- | ---------------------------------------------------------------------- |
| {\displaystyle {\ce {C14H18N2O}}}  | Propyfenazon                                                           |
| {\displaystyle {\ce {C14H18N2O5}}} | Aspartaam                                                              |
| {\displaystyle {\ce {C14H18N4O3}}} | Benomyl                                                                |
| {\displaystyle {\ce {C14H18O2}}}   | Heliangolide als voorbeeld van een subklasse van Sesquiterpeenlactonen |
| {\displaystyle {\ce {C14H18O4}}}   | Cinoxaat                                                               |

## C14H19
| Brutoformule                      | Naam           |
| --------------------------------- | -------------- |
| {\displaystyle {\ce {C14H19NO2}}} | Methylfenidaat |
| {\displaystyle {\ce {C14H19N2O}}} | Propyfenazon   |

## C14H20
| Brutoformule                        | Naam                                                                 |
| ----------------------------------- | -------------------------------------------------------------------- |
| {\displaystyle {\ce {C14H20Br2N2}}} | Broomhexine                                                          |
| {\displaystyle {\ce {C14H20N2}}}    | N,N-Di-ethyltryptamine ~ als Tryptamine-derivaat                     |
| {\displaystyle {\ce {C14H20O}}}     | Bornelon                                                             |
| {\displaystyle {\ce {C14H20NO2Cl}}} | Acetochloor                                                          |
| {\displaystyle {\ce {C14H20NO2Cl}}} | Alachloor                                                            |
| {\displaystyle {\ce {C14H20O8}}}    | tetraethyletheentetracarboxylaat ~ in synthese Etheentetracarbonzuur |

## C14H21
| Brutoformule                        | Naam          |
| ----------------------------------- | ------------- |
| {\displaystyle {\ce {C14H21NO4}}}   | Diethofencarb |
| {\displaystyle {\ce {C14H21N3O2S}}} | Sumatriptan   |
| {\displaystyle {\ce {C14H21N3O4}}}  | Butralin      |

## C14H22
| Brutoformule                         | Naam                                                    |           |
| ------------------------------------ | ------------------------------------------------------- | --------- |
| {\displaystyle {\ce {C14H22ClNO}}}   | Clobutinol                                              |           |
| {\displaystyle {\ce {C14H22ClN3O2}}} | Metoclopramide                                          |           |
| valign="top"                         | {\displaystyle {\ce {C14H22N2O}}}                       | Lidocaïne |
| {\displaystyle {\ce {C14H22N2O2}}}   | Rivastigmine                                            |           |
| {\displaystyle {\ce {C14H22N2O3}}}   | Atenolol                                                |           |
| {\displaystyle {\ce {C14H22O}}}      | Methyljonon en isomeren (waaronder Alfa-isomethyljonon) |           |
| {\displaystyle {\ce {C14H22O}}}      | 2,6-Di-tert-butylfenol                                  |           |
| {\displaystyle {\ce {C14H22S}}}      | 2,7-Di-tert-butylthiepine                               |           |

## C14H23
| Brutoformule                           | Naam |
| -------------------------------------- | --- |
| {\displaystyle {\ce {C1419H23Cr3O16}}} | Chroom(III)acetaathydroxide {\displaystyle {\ce {Cr3(OH)2(CH3COO)7}}} ~ structureel analogon van aluminiumtriacetaat |
| {\displaystyle {\ce {C14H23NO}}}       | Tapentadol |
| {\displaystyle {\ce {C14H23N3O10}}}    | Pentetinezuur |

## C14H24
| Brutoformule                          | Naam      |
| ------------------------------------- | --------- |
| {\displaystyle {\ce {C19H24N2O4PS3}}} | Bensulide |

## C14H26
| Brutoformule                      | Naam                     |
| --------------------------------- | ------------------------ |
| {\displaystyle {\ce {C14H26O}}}   | Trimethylundecenal       |
| {\displaystyle {\ce {C14H26O5S}}} | Natriumlaurylisethionaat |

## C14H27
| Brutoformule                         | Naam                        |
| ------------------------------------ | --------------------------- |
| {\displaystyle {\ce {C14H27Fe3O18}}} | IJzer(III)acetaat (complex) |

## C14H28
| Brutoformule                     | Naam                                  |
| -------------------------------- | ------------------------------------- |
| {\displaystyle {\ce {C14H28O2}}} | 2,5-di-tert-butyl-1,4-cyclohexaandiol |
| {\displaystyle {\ce {C14H28O2}}} | Myristinezuur                         |

## C14H29
| Brutoformule                        | Naam                                                                                                 |
| ----------------------------------- | --- |
| {\displaystyle {\ce {C14H29NaO5S}}} | Natrium-(2-Dodecyloxyethylsulfaat) ~ als Natriumlaurylethersulfaat Ook wel: NatriumLaureth-1-sulfaat |

## C14H30
| Brutoformule                       | Naam                                                     |
| ---------------------------------- | -------------------------------------------------------- |
| {\displaystyle {\ce {C14H30N2O4}}} | Succinylcholine                                          |
| {\displaystyle {\ce {C14H30O}}}    | Tetradecanol ~ Ook wel: Myristylalcohol ~ als Vetalcohol |